# Плутократи. Епоха нових багатих і занепад старої системи
Плутократи. Епоха нових багатих і занепад старої системи (2012) (англ. Plutocrats: The Rise of the New Global Super-Rich and the Fall of Everyone Else, дослівно «Плутократи: розквіт глобальних супербагатіїв і занепад усіх інших») — книга, написана Христею Фріланд, канадською письменницею, журналісткою, політиком, а також міністром закордонних справ (від 2017) та міжнародної торгівлі (2015-2016) Канади.

## Нагороди
Книга «Плутократи» потрапила в список бестселерів The New York Times і отримала премію Лайонела Ґелбера за документальне висвітлення міжнародних справ, а також Національну ділову книжкову премію як найвидатніша канадська книга про бізнес.

## Авторка
Авторка Христя Фріланд, громадянка Канади українського походження, займала різні редакторські посади в таких виданнях як лондонська Financial Times, канадська Globe and Mail і світова інформаційна агенція Thomson Reuters. У Томсон Ройтерс вона була керуючим директором і редактором споживчих новин, коли оголосила про звільнення і намір балотуватися на довиборах до парламенту Канади від Ліберальної партії.
Вона виграла внутрішньопартійні праймеріз 15 вересня 2013 і була обрана до парламенту 25 листопада. У листопаді 2015 стала міністром міжнародної торгівлі Канади.. А 10 січня 2017 р. призначена міністром закордонних справ Канади.

## Концепція плутократії
Книга вивчає середовище сучасних багатіїв, які перетворилися на глобальну спільноту рівних між собою: набагато більше спільного між супербагатіями з різних куточків світу, ніж у кожного з них — зі своїми співвітчизниками. Цей новий клас Христя Фріланд досліджувала два десятиліття. Через численні інтерв'ю авторка з глибоким розумінням і навіть з певним співчуттям препарує життя плутократів. Вона вивчає російських, мексиканських, індійських олігархів під час буму приватизації, показує гендерні відмінності між «жіночим» середнім класом і «чоловічою» елітою нагорі. Фріланд розповідає, чим відрізняються нинішні багатії від колишніх рантьє, звідки в них гроші і навіщо вони займаються благодійністю — а також чим вони відрізняються від плутократів, які заробили свої статки в результаті буму інтернет-технологій та продажу своїх стартапів. Приділяє вона увагу й українським мільйонерам.

## Український переклад
В українському перекладі книга вийшла у травні 2017 року у видавництві Наш Формат у серії #ICUbooks, за підтримки компанії ICU. Презентація книги відбулася у травні 2017 року на «діловому майданчику» Книжкового арсеналу. На презентації були присутні українські громадські діячі і особисті друзі Христі Фріланд: посол Канади в Україні Роман Ващук, виконувачка обов'язків міністра охорони здоров'я Уляна Супрун, директор Вокс-Україна Борис Давиденко, керівник проектів Atlantic Council Адріан Каратницький, колишня міністр фінансів України Наталя Яресько та керівник аналітичного відділу компанії ICU Олександр Вальчишен.

## Книга українською
Христя Фріланд. Плутократи. Епоха нових багатих і занепад старої системи / Пер. з англ. Микола Климчук.  — К. : Наш Формат, 2017. ISBN 978-617-7513-15-4.